# Cleome montana
Cleome montana är en paradisblomsterväxtart som beskrevs av A. Cheval. och Ronald William John Keay. Cleome montana ingår i släktet paradisblomstersläktet, och familjen paradisblomsterväxter. Inga underarter finns listade i Catalogue of Life.